# Lisa Jewell
Lisa Jewell (nacida el 19 de julio de 1968) es una autora británica de ficción popular. Sus libros incluyen Ralph's Party, Thirtynothing, After The Party (una secuela de Ralph's Party),  y posteriormente Then She Was Gone, The Family Upstairs, Invisible Girl y The Night She Disappeared . Su último libro Nada de esto es verdad se publicó en julio de 2023.

## Vida
Jewell nació en Londres y se educó en la St. Michael's Catholic Grammar School en Finchley, al norte de Londres, dejando la escuela después de un día en sexto curso para hacer un curso básico de Arte en Barnet College seguido de un diploma en Ilustración de moda en Epsom School of Art & Design.
Trabajó durante varios años en el comercio minorista de moda, concretamente en Warehouse y Thomas Pink .
Después de ser despedida, Jewell aceptó el desafío de su amiga, Yasmin Boland, de escribir tres capítulos de una novela a cambio de cenar en su restaurante favorito. Esos tres capítulos finalmente se convirtieron en la novela debut de Jewell , Ralph's Party, que luego se convirtió en la novela debut más vendida del Reino Unido en 1999.
En 2008 recibió el premio Melissa Nathan de comedia romántica por su novela 31 Dream Street .
Actualmente vive en Swiss Cottage (Londres) con su esposo Jascha y sus hijas Amelie Mae (nacida en 2003) y Evie Scarlett (nacida en 2007).

### Novelas
- La fiesta de Ralph (1999)
- Treinta y cero (2000)
- Maravilla de un solo golpe (2001)
- Un amigo de la familia (2004)
- Vince y alegría (2005)
- 31 Calle de los sueños (2007)
- Se buscan compañeros de cuarto (2008) - título alternativo para 31 Dream Street
- La verdad sobre Melody Browne (2009)
- Después de la fiesta (2010)[8]
- La creación de nosotros (2011)[2]
- Antes de conocerte (2012)[9]
- La casa en la que crecimos (2013)
- La tercera esposa (2014)
- Las chicas (también conocida como Las chicas del jardín) (2015)
- Cuando te encontré (2016)
- Cuando Ellie se fue (2017)
- Mirándote (2018)
- Dentro de casa (2019)
- La chica invisible (2020)
- La noche que desapareció (2021)
- Aún siguen aquí (Dentro de casa 2) (2022)
- Nada de esto es verdad (2023)